# Gyeryong
Gyeryong (Hán Việt: Kê Long) là một thành phố thuộc tỉnh Chungcheong Nam tại Hàn Quốc. Thành phố được hình thành từ năm 2003 với việc chia tách thành phố Nonsan. Gần một nửa (47%) là thành viên của quân đội Hàn Quốc hay người thân của họ. Thành phố cũng là nơi tổ chức một số hội nghị quân sự Hàn Quốc và quốc tế.
Núi Gyeryong (tiếng Hàn Quốc: 계룡산), sát ngay thành phố, được coi là núi có nhiều sinh khí (triết học) nhất tại bán đảo Triều Tiên. Ngọn núi cũng là trung tâm của Vườn quốc gia Gyeryongsan. Năm 2010, dân số của thành phố là 40.950 người.

## Lịch sử hiện đại
Thành phố Gyeryong là một trong những thành phố mới nhất đất nước. Theo tư liệu, Gyeryong và khu vực xung quanh đa]ợc gọi là  "Yeonsan-Gun" năm 1896. Sau khi Nhật Bản đô hộ, Yeosan hợp nhất vào Nonsan. Về sau, Gyeryong được lựa chọn là một địa điểm tập trung quân sự. Năm 1989, trụ sở bộ Quốc phòng và quân đội, Gyeryongdae đã chuyển về thành phố Gyeryong. Năm 1991, tổng thống quy định thành phố là một khu vực dặc biệt. Quốc hội đã bỏ phiếu và thông qua một dự luật đặc biệt mà theo đó thành phố Gyeryong được thành lập vào 30 tháng 6 năm 2003. Sáu tháng sau, thành phố chính thức hình thành.